# 丹麥的海德薇格
丹麥的海德薇格（丹麥語：Hedevig af Danmark，1581年8月5日—1641年11月26日），薩克森選侯夫人，丹麥國王弗雷德里克二世的女兒。
1602年，海德薇格與薩克森選侯克里斯蒂安二世結婚，兩人沒有子女。